# الهدية (فلم 2021)
الهدية (بالإنجليزية: The Present) هو فيلم قصير لعام 2021 من إخراج فرح النابلسي وشارك في كتابته النابلسي وهند شوفاني، يتحدث الفيلم عن أب وابنة من دولة فلسطين ويعيشان في المناطق المحتلة من قبل إسرائيل. ويقود فريق التمثيل الممثل الفلسطيني صالح بكري. تم إصداره على نتفليكس في 18 مارس 2021، وتم ترشيحه لجائزة الأوسكار لأفضل فيلم قصير مباشر وجائزة BAFTA لأفضل فيلم قصير.

## الملخص

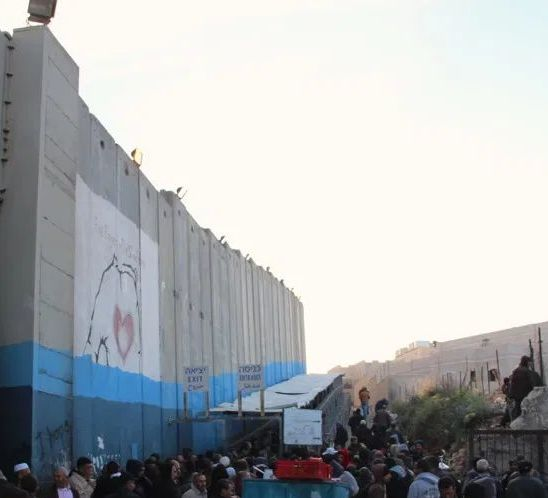
حاجز 300 الإسرائيلي

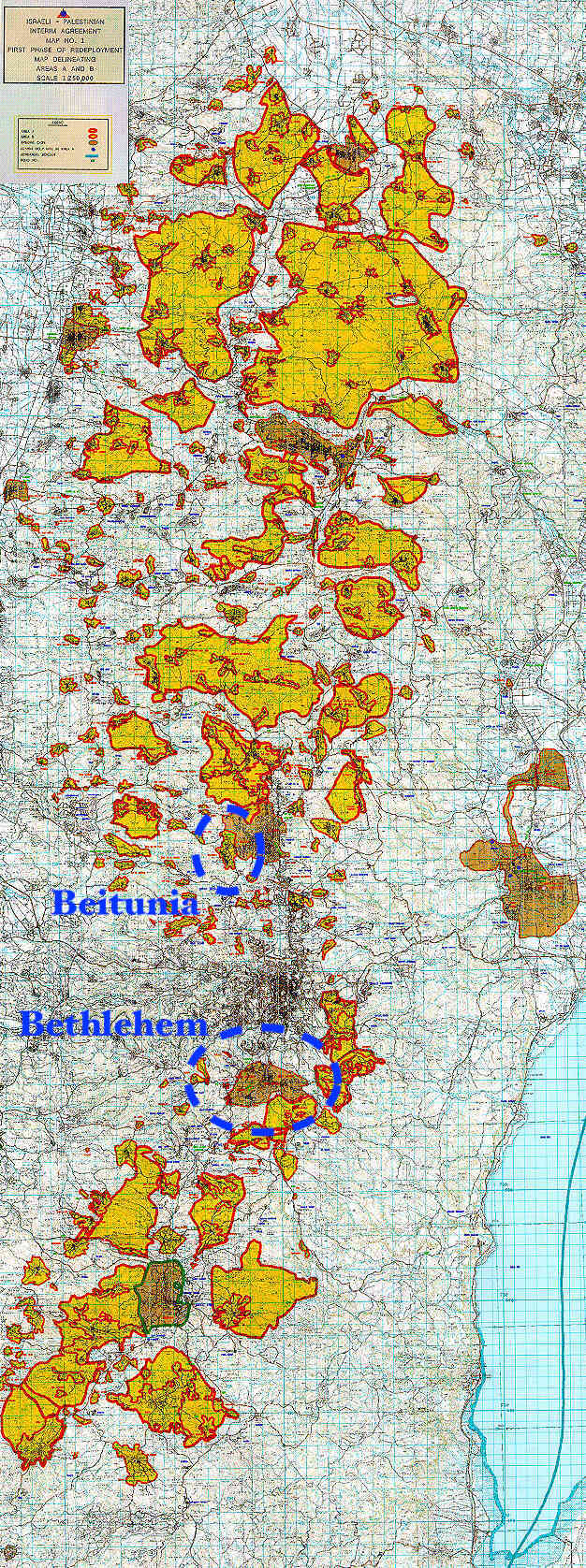
بيتونيا وبيت لحم، الموقعان الظاهران في الفيلم، على خريطة فلسطين بموجب اتفاقية أوسلو.

يدور الفيلم حول أب وابنته من الضفة الغربية يحاولان شراء هدية في ذكرى الزواج. يبدأ الفيلم بانتظار يوسف (صالح بكري) لعبور حاجز 300 الإسرائيلي المكتظ قرب مدينة بيت لحم في الصباح الباكر. تم إنتاج المشهد في الموقع مع صناعة أفلام حرب العصابات؛ ووصفته فرح النابلسي بأنه «ربما كان المشهد الأكثر مكافأة» في الفيلم.
لاحقًا، في منزل يوسف، يناقش هو وزوجته نور (مريم كامل باشا) ذكرى زواجهما. يقول يوسف إنه ذاهب في رحلة تسوق إلى بيتونيا لشراء هدية مع ابنتهما ياسمين (مريم كنج).
وتعرقل مجموعة متنوعة من نقاط التفتيش تقدمهم في كلا الاتجاهين، في أحد المشاهد الرئيسية اللاحقة للفيلم، ينتقل التركيز من يوسف وياسمين إلى الجنود الإسرائيليين، الذين يمكننا سماعهم يتقاتلون مع بعضهم البعض حول ما يراه جنديًا أكبر سنًا على ما يبدو سلوكًا لا هوادة فيه، وربما غير إنساني بما فيه الكفاية لصغيره، حيث نشهد جنديين يخدمان في أرض محتلة يتصارعان أخلاقياً فيما بينهما حول ما يعنيه العيش في عالم تكون فيه قواعد الظلم مطبقة على الشعب الفلسطيني وعلى أطفال فلسطين.

## الجوائز
تم عرضه عام 2020 لأول مرة في مهرجان كليرمون فيران الدولي للفيلم القصير، وفاز بجائزة الجمهور لأفضل فيلم. بعد ذلك فاز بجوائز في مهرجان كليفلاند السينمائي الدولي ومهرجان بروكلين السينمائي ومهرجان بالم سبرينغز الدولي للأفلام القصيرة.
وفي عام 2021، تم ترشيحه لجائزة الأوسكار لأفضل فيلم حي قصير مباشر وجائزة بافتا لأفضل فيلم قصير.